# Йоахім фон Ріббентроп
Йоахім фон Ріббентроп (нім. Ulrich Friedrich Wilhelm Joachim von Ribbentrop Німецька: [joˈʔaxɪm fɔn ˈʁɪbəntʁɔp], 30 квітня 1893, Везель — 16 жовтня 1946, Нюрнберг) — міністр закордонних справ Німеччини (1938—1945), радник Адольфа Гітлера із зовнішньої політики, обергруппенфюрер СС.

## Життєпис

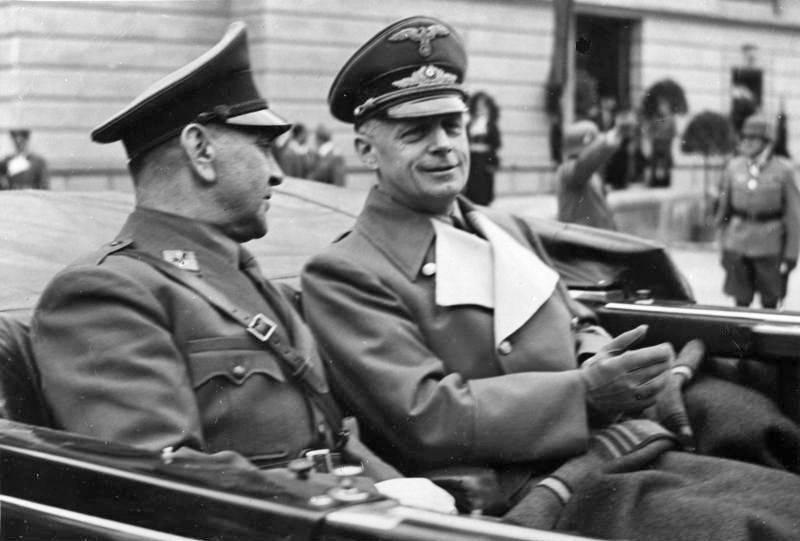
Анте Павелич та Йоахім фон Ріббентроп в червні 1941.

Народився в місті Везель (Рейнська Пруссія) в сім'ї офіцера Ріхарда Ульріха Фрідріха Йоахіма Ріббентропа. У 1910 році Ріббентроп переїхав в Канаду, де заснував компанію, що імпортувала вина з Німецької імперії. Під час Першої світової війни повернувся в Німецьку імперію, щоб взяти участь в бойових діях: восени 1914 року він вступив до 125-го гусарського полку. На війні Ріббентроп дослужився до звання старшого лейтенанта, був нагороджений Залізним Хрестом. Служив на Східному, а потім на Західному фронті. У 1918 році Ріббентропа спрямували до Константинополя, (тепер Стамбул, Туреччина) як офіцера Генерального штабу.
Познайомився з Гітлером наприкінці 1932, коли надав йому свою віллу для проведення таємних переговорів з фон Папеном. Пізніше вступив до лав Націонал-соціалістичної робітничої партії Німеччини, а потім і до СС. 30 травня 1933 року Ріббентроп отримав звання штандартенфюрера СС.
В лютому 1938 року був призначений міністром закордонних справ Німеччини.
23 серпня 1939 у Москві народний комісар закордонних справ СРСР В'ячеслав Молотов та міністр закордонних справ Німеччини Йоахім фон Ріббентроп підписали таємний додатковий протокол (пакт Молотова — Ріббентропа) до договору про ненапад між СРСР та Третім Рейхом.
22 червня 1941 року о 4:00 Йоахім фон Ріббентроп вручив меморандум радянському послу в Берліні В. Деканозову, в якому post factum виклав причини німецького нападу на СРСР. У СРСР цей документ ніколи не оприлюднювався.

## Нюрнберзький процес та страта
Американський військовий психолог Густав Гілберт під час Нюрнберзького процесу мав змогу вивчати нацистських лідерів, в тому числі їх інтелект за допомогою німецької версії IQ-тесту Векслера. Ріббентроп набрав 129 балів, що було 10-им найбільшим значенням з-поміж нацистських лідерів. Згадки про це увійшли до опублікованих мемуарів Гілберта «Нюрнберзький щоденник».
16 жовтня 1946 року страчений за вироком Нюрнберзького процесу.
Останніми його словами були:

|  | Боже, бережи Німеччину. Боже, будь милостивий до моєї душі. Моє останнє бажання, щоби Німеччина знову здобула свою єдність, щоб взаєморозуміння між Сходом та Заходом вело до миру на Землі. Оригінальний текст (нім.) Gott schütze Deutschland. Gott sei meiner Seele gnädig. Mein letzter Wunsch ist, dass Deutschland seine Einheit wiederfindet, dass eine Verständigung zwischen Ost und West kommt für den Frieden der Welt. |

## Нагороди

### Перша світова війна
- Залізний хрест 2-го і 1-го класу
- Військовий Хрест Фрідріха-Августа (Ольденбург) 2-го класу
- Ганзейський Хрест (Гамбург)
- Орден Білого Сокола, лицарський хрест 2-го класу з мечами
- Орден дому Саксен-Ернестіне, лицарський хрест 2-го класу з мечами
- Військова медаль (Османська імперія)
- Нагрудний знак «За поранення» в чорному

### Нагороди Третього Рейху
- Почесний хрест ветерана війни з мечами
- Почесний кут старих бійців
- Орден дому Саксен-Ернестіне, золота медаль заслуг із мечами на кільці (1935)
- Йольський свічник (16 грудня 1935)
- Німецький Олімпійський знак 1-го класу
- Кільце «Мертва голова»
- Почесна шпага рейхсфюрера СС
- Почесний знак Німецького Червоного Хреста, великий хрест
- Золотий партійний знак НСДАП (30 січня 1937)
- Медаль «У пам'ять 13 березня 1938 року»
- Медаль «У пам'ять 1 жовтня 1938»
- Медаль «За вислугу років в НСДАП» в бронзі та сріблі (15 років)
- Великий хрест ордена Німецького Орла в золоті
- Данцигський хрест 1-го класу
- Хрест Воєнних заслуг 2-го і 1-го класу

### Іноземні нагороди
- Орден Заслуг (Угорщина), великий хрест особливого ступеня із короною Святого Іштвана і зіркою з діамантами (1938) — нагороджений Міклошем Горті одночасно з Германом Герінгом.
- Імперський орден Ярма та Стріл, великий хрест із великим ланцюгом (Іспанія) (17 червня 1940)
- Королівський угорський орден Святого Стефана, великий хрест (серпень 1940) — за Другий Віденський арбітраж.
- Орден Вранішнього Сонця, великий хрест із квіткою павлонії (Японія) (1940)
- Орден Князя Прібіни, великий хрест (Словаччина) (1941)
- Орден Данеброг, великий хрест з діамантами і орденським ланцюгом (Данія) (1941)
- Великий хрест ордена Білої троянди з ланцюгом (Фінляндія) (1942)
- Орден Кароля I, великий хрест (Румунія) (1942)
- Орден Корони короля Звоніміра, великий хрест з дубовим вінком (Хорватія) (1942)
- Вищий орден Святого Благовіщення з ланцюгом (Італія) (22 травня 1943)
- Кавалер Великого хреста ордена Святих Маврикія та Лазаря (Італія) (22 травня 1943)
- Кавалер Великого хреста ордена Корони Італії (22 травня 1943)
- Орден Святої Корони, великий хрест з військовою відзнакою і мечами (Угорщина; 1944)
- Орден «Святі Рівноапостольні Кирило та Мефодій» (Болгарія)
- Орден Зірки Румунії, великий хрест
- Орден «Nischan al-Ismail», великий хрест (Єгипет)
- Орден Ізабелли Католички, кавалер ланцюга (Іспанія)